# Qualificazioni al campionato mondiale di calcio 2010 - CAF - Fase finale, gruppo A

## Classifica
| Squadra | P.ti | G | V | N | P | GF | GS | DR |
| ------- | ---- | - | - | - | - | -- | -- | -- |
| Camerun | 13   | 6 | 4 | 1 | 1 | 9  | 2  | +7 |
| Gabon   | 9    | 6 | 3 | 0 | 3 | 9  | 7  | +2 |
| Togo    | 8    | 6 | 2 | 2 | 2 | 3  | 7  | -4 |
| Marocco | 3    | 6 | 0 | 3 | 3 | 3  | 8  | -5 |

- Camerun qualificato al mondiale e alla Coppa delle nazioni africane 2010.
- Gabon e  Togo qualificate alla Coppa delle nazioni africane 2010.

## Risultati

### Primo turno
| Arbitro: | Badara Diatta |

|                 |           |                         |
| El Hamdaoui 83’ | Marcatori | 34’ Aubameyang 45’ Meye |

| Arbitro: | Essam Abd El Fatah |

|              |           |  |
| Adebayor 11’ | Marcatori |  |

### Secondo turno
| Arbitro: | Verson Lwanja |

|                              |           |  |
| Ecuele 11’ Meye 67’ Brou 81’ | Marcatori |  |

| Yaoundé 7 giugno 2009, ore 15:30 | Camerun                 | 0 – 0 referto | Marocco | Stade Omnisports Ahmadou Ahidjo (35.000 spett.)\| Arbitro: \| Rajindraparsad Seechurn \| |
| Arbitro:                         | Rajindraparsad Seechurn |               |         |                                                                                          |

### Terzo turno
| Rabat 20 giugno 2009, ore 18:00 | Marocco          | 0 – 0 referto | Togo | Stade Moulay Abdellah (22.000 spett.)\| Arbitro: \| Wellington Kaoma \| |
| Arbitro:                        | Wellington Kaoma |               |      |                                                                         |

| Arbitro: | Alfred Ndinya |

|  |           |                     |
|  | Marcatori | 65’ Emana 67’ Eto'o |

### Quarto turno
| Arbitro: | Muhmed Ssegonga |

|            |           |             |
| Salifou 3’ | Marcatori | 92’ Taarabt |

| Arbitro: | Kacem Bennaceur |

|                      |           |            |
| Makoun 35’ Eto'o 64’ | Marcatori | 90’ Cousin |

### Quinto turno
| Arbitro: | Noumandiez Doué |

|                                             |           |             |
| Erbate 43’ (aut.) Mouloungui 65’ Cousin 70’ | Marcatori | 88’ Taarabt |

| Arbitro: | Wellington Kaoma |

|                                 |           |  |
| Geremi 29’ Makoun 46’ Emana 54’ | Marcatori |  |

### Sesto turno
| Arbitro: | Rajindraparsad Seechurn |

|           |           |  |
| Ayité 71’ | Marcatori |  |

| Arbitro: | Daniel Bennett |

|  |           |                    |
|  | Marcatori | 19’ Webo 52’ Eto'o |